# Ескортен самолетоносач
Ескортен самолетоносач е разновидност на малък самолетоносач във ВМС на Великобритания и САЩ, а също така и в Императорските японски ВМС. Предназначени са за конвоиране на търговски съдове, поддръжка на десантни операции, борба с подводници, транспортиране на самолети. Ескортните самолетоносачи широко се използват по време на Втората световна война и са развитие на идеята на спомагателните самолетоносачи. В Атлантическия театър на военните действия ескортните самолетоносачи се използват за защита на търговските конвои от действията на подводниците на ВМС на Германия. На тихоокеанския театър тяхната роля е основно поддръжка на амфибийните операции, а също така транспортиране на самолети за ударните самолетоносачи на ВМС и частите на другите родове войски, като правило за корпуса на морската пехота.
Технически, ескортният самолетоносач представлява авионосен кораб с малка водоизместимост, построен, като правило, на основата на корпуса на сухогруз или танкер (по-рядко на пасажерски лайнер) над който се надстройва едноетажен хангар и полетна палуба.

## Втора световна война
Първият ескортен самолетоносач е английският кораб HMS Audacity, който е преустроен от пленения немски търговски съд MV Hannover и е приет на въоръжение юли 1941 г. „Одасити“ е първообраз за построяването на последващите британски кораби от този клас. Един най-известните кораби от този клас е USS Bogue. Ескортните самолетоносачи възникват предимно като вмеменна мярка, която да компенсира недостига за пълнокръвни флотски самолетоносачи и да осигурят авиационна поддръжка и охрана от германски подводници на търговските конвои в зоната на централния Атлантически океан, която не може да бъде достигната от наземната морска патрулна авиация, базирана в Канада, Исландия и Великобритания. Предвид компромисния характер на строежа на тези съдове и съответно малкото им водоизместване, те се характеризират с по-ниска скорост, която е достатъчна за бавните търговски конвои, но не и за операции в състава на авионосни съединения с флотски самолетоносачи и крайцерската им охрана. Освен това, предвид по-малкото им водоизместване мореходните им качества са по-ниски, което не им позволява авиационни операции при голямо вълнение, малките обеми на хангарната палуба и асансьорите позволява разместването на борда на малобройна авиогрупа от по-малки, и в повечето случаи морално остарели, типове самолети, а по-ниската им скорост силно затруднява и авиационните операции при слаб вятър.
В хода на войната, обичайното използване на ескортните самолетоносачи е противовъздушната и противолодъчна охрана на конвои (изтребителите прехващат атакуващите бомбардировачи и обстрелвали подводниците в надводно положение), осигуряване на въздушно прикритие по време на десантни операции, прикритие в бой на по-бавните кораби.

## Възможни приемници
През 60—70-те години на 20 век във военноморските кръгове на САЩ е популярна идеята за неголеми самолетоносачи (Sea Control Ship), които да осигуряват авиационо прикритие на корабните групировки в ситуации когато присътствието на големите ударни самолетоносачи е нецелесъобразно. За такива кораби, с водоизместимост 40 – 60 хил. тона, се предлага създаването на самолети с вертикално излитане и кацане, такива като XFV12. Но тези самолети така и не са създадени, тъй като прототипите не постигат заложените технически характеристики, а американските адмирали предпочитат по-универсалните големи самолетоносачи, при които с намаляване на авиогрупата се увеличава продължителността на нейното действие.
Непосредствени наследници на програмата SCS са малки авионосни кораби, опериращи със СВИК „Хариър“, като испанският R11 „Принсипе де Астуриас“ и италианският C551 „Джузепе Гарибалди“, а по време на Войната в Персийския залив (1990 – 1991) в подобна роля са използвани големите десантни кораби на ВМС на САЩ от клас „Тарава“ и „Уосп“ с типични авиогрупи от около 20 СВИК „Хариър“ и 4 – 6 вертолета от състава на Авиацията на Корпуса на морската пехота на САЩ. Фактически, тези кораби се являват съвременния еквивалент на ескортните самолетоносачи, и могат да действат като при поддръжка на десантни операции (тяхно основно предназначение), така и при охрана на конвои. Други страни нямат аналози на дадения клас кораби.
През 1970-те години във ВМФ на САЩ и Великобритания е разработена програмата ARAPAHO, предполагаща (в случай на война) бързата конверсия на контейнеровози в ескортни самолетоносачи. За тази цел, предварително, са разработени и подготвени, в достатъчно количество, модули, които позволявате за няколко дни да се монтира хангар, полетна площадка и необходимото електронно оборудване върху произволен тип контейнеровози. Подобни „мобилизационни“ самолетоносачи трябва да осъществяват противолодъчната (и, в определена степен, противовъздушната) отбрана на конвоите с помощта на вертолети и самолети „Сий Хариър“. Концепцията преминава проверка в хода на англо-аржентинския конфликт от 1982 г., когато англичаните за 7 – 9 дни преоборудват три контейнеровоза за транспортиране на самолети „Сий Хариър“ за театъра на бойните действия. Предполага се, че състоящиете на въоръжение в КМП на САЩ изтребители F-35B също могът да бъдат адаптирани за използване от контейнеровози.